# SD Gundam
SD Gundam (SDガンダム?, Esu Dhī Gandamu) è un franchise giapponese aniparo della serie Gundam, di cui ne reinterpreta i personaggi e i mecha in stile antropomorfizzato e super deformed, da cui il nome. Comprende OAV, manga, romanzi, videogiochi, oltre a vario merchandising come i Gunpla.

## Storia
SD Gundam deve la sua origine a un'illustrazione inviata negli anni Ottanta alla rivista Model News di Bandai da Koji Yokoi, uno studente di Nagoya. L'immagine rappresentava un Gundam sproporzionato, in cui la testa costituiva da sola metà dell'altezza complessiva del robot. L'illustrazione colse l'attenzione del caporedattore di Model News, il quale offrì a Koji Yokoi la possibilità di pubblicare sulla rivista delle brevi vignette umoristiche yonkoma di SD Gundam.
Il formato super deformed della serie ben si adattava a gadget per la vendita in distributori automatici, e quindi i primi prodotti derivati ad essere commercializzati furono nel 1985 i gashapon della serie SD Gundam World. Il grande successo tra i bambini in età scolare, permise un'espansione della serie in altre forme mediatiche e di merchandising, inclusi manga, anime, videogiochi, Gunpla e carte collezionabili.
Sebbene inizialmente SD Gundam presentasse esclusivamente personaggi e mecha di Gundam in chiave parodistica, il franchise ha poi generato numerose sotto-serie dal contenuto originale, come Musha Gundam (武者 頑駄無?, Musha Gandamu), ispirato al periodo Sengoku, Knight Gundam (騎士ガンダム?, Naito Gandamu), ambientato in un universo fantasy medievale, e SD Command Chronicles (SDコマンド戦記?, SD Comando Senki), con uno stile militare contemporaneo, per citare solo le principali.

## Media

### Anime
- Mobile Suit SD Gundam (機動戦士SDガンダム?), 1988, serie di cortometraggi
- Mobile Suit SD Gundam Mark II (機動戦士SDガンダム MARK-II?), 1989, OAV
- Mobile Suit SD Gundam no gyakushū musha Gundam sanjō (機動戦士SDガンダムの逆襲 武者ガンダム参上?), 1989, serie di cortometraggi
- Mobile Suit SD Gundam Mark III (機動戦士SDガンダム MARK-III?), 1990, OAV
- Mobile Suit SD Gundam Mark IV (機動戦士SDガンダム MARK-IV?), 1990, OAV
- Mobile Suit SD Gundam Mark V (機動戦士SDガンダム MARK-V?), 1990, OAV
- SD Gundam gaiden (SDガンダム外伝?), 1990-1991, OAV[4]
- Mobile Suit SD Gundam gekijō-ban musha kishi comando SD Gundam kinkyū shutsugeki (機動戦士ＳＤガンダム劇場版 武者・騎士・コマンド SDガンダム緊急出撃?), 1991, serie di cortometraggi
- Mobile Suit SD Gundam matsuri (機動戦士SDガンダムまつり?), 1993, film
- Superior Defender Gundam Force (SDガンダムフォース?), 2003, serie TV
- SD Gundam sangokuden Brave Battle Warriors (SDガンダム三国伝 Brave Battle Warriors?), 2010, film e serie TV

### Manga

#### Musha Gundam
- SD Musha Gundam fūnroku, 9 volumi, scritto da Koichi Yamato
- Shin Musha Gundam shichinin no chōshougun, 2 volumi, scritto da Masahiro Kanda
- Shin Musha Gundam chō kidō daishōgun (新SD戦国伝 超機動大将軍?), 3 volumi, scritto da Masahiro Kanda
- Chō Musha Gundam bushin kirahagane (超SD戦国伝 武神輝羅鋼?), 2 volumi, scritto da Masahiro Kanda
- Chō Musha Gundam tōba daishōgun, 2 volumi, scritto da Masahiro Kanda
- Shin Musha Gundam tensei shichinin shū, 2 volumi, scritto da Masahiro Kanda
- Shin Musha Gundam musha senki hakari no hengen hen (新武者ガンダム ムシャ戦記 光の変幻編?), 2 volumi, scritto da Masahiro Kanda
- SD Gundam Musha Generation (SDガンダム ムシャジェネレーション?), scritto da Masahiro Kanda
- SD Gundam Mushamaruden (SD頑駄無 武者○伝?), 2 volumi, scritto da Masato Ichishiki
- SD Gundam Mushamaruden 2, 2 volumi, scritto da Masato Ichishiki
- SD Gundam Mushamaruden 3, 3 volumi, scritto da Masato Ichishiki
- SD Gundam Force emaki musharetsuden bukabuka hen (SDガンダムフォース絵巻 武者烈伝 武化舞可編?), 3 volumi, scritto da Masato Ichishiki
- Musharetsuden Zero, 1 volume, scritto da MARSHI
- Musha banchō fūnroku (SDガンダム武者番長風雲録?), 4 volumi, scritto da Masato Ichishiki
- SD Gundam sangokuden fūun gōketsu hen (SDガンダム三国伝 風雲豪傑編?), 3 volumi, scritto da Tokita Koichi
- SD Gundam sangokuden eiyū gekitotsu hen (SDガンダム三国伝 英雄激突編?), scritto da Kentarō Yano

#### Knight Gundam
- SD Gundam Gaiden Knight Gundam monogatari, 10 volumi, scritto da Ryūichi Hoshino
- SD Gundam Gaiden Knight Gundam monogatari special, 3 volumi, scritto da Ryūichi Hoshino
- Knight Gundam kikōshin densetsu, 3 volumi, scritto da Ryūichi Hoshino
- Knight Gundam maryū zero no kishidan, 2 volumi, scritto da Ryūichi Hoshino
- Knight Gundam Gold Saga, 3 volumi, scritto da Ryūichi Hoshino
- Knight Gundam gaitōshin senki, 2 volumi, scritto da Ryūichi Hoshino
- Knight Gundam seiden, 3 volumi, scritto da Ryūichi Hoshino
- SD Gundam eiyuden, 5 volumi, scritto da Koichi Tokita

### Videogiochi
I videogiochi di SD Gundam appartengono principalmente ai tipi strategico a turni e picchiaduro con elementi di sparatutto. Le serie principali sono:
- SD Gundam gachapon senshi
- SD sengokuden
- SD Gundam gaiden
- SD Gundam eiyūden
- SD Gundam Psycho Salamander no Kyoui
- SD Gundam G Generation
- SD Gundam Force
- SD Gundam Dimension War

Mobile suit in stile super deformed sono presenti inoltre anche nelle serie videoludiche Gundam True Odyssey, Super Robot Wars e Dynasty Warriors: Gundam.

### Modellini
I modellini in plastica (Gunpla) della serie SD Gundam sono caratterizzati da proporzioni super deformed, da facilità di montaggio e da un alto grado di personalizzazione tramite la possibilità di combinare parti di kit differenti. La gamma principale è chiamata SD Gundam BB senshi (SDガンダムBB戦士?, Esu Dhī Gandamu BB senshi), la quale conta oltre trecento kit ed è la gamma di Gunpla più longeva ancora in commercio, prodotta ininterrottamente dal 1987.

## Accoglienza
La popolarità di SD Gundam raggiunse il suo apice in Giappone tra la fine degli anni Ottanta e l'inizio degli anni Novanta, periodo nel quale eclissò lo stesso franchise di Gundam. Negli anni duemila la serie ottenne una certa diffusione internazionale, con la trasmissione di Superior Defender Gundam Force su Cartoon Network negli Stati Uniti nel 2003, che ricevette buoni indici di ascolto. La rivista Play Generation classificò il videogioco SD Gundam G Generation Wars come il quarto titolo superdeformed più deformato tra quelli disponibili su PlayStation 2.